# Fiasco

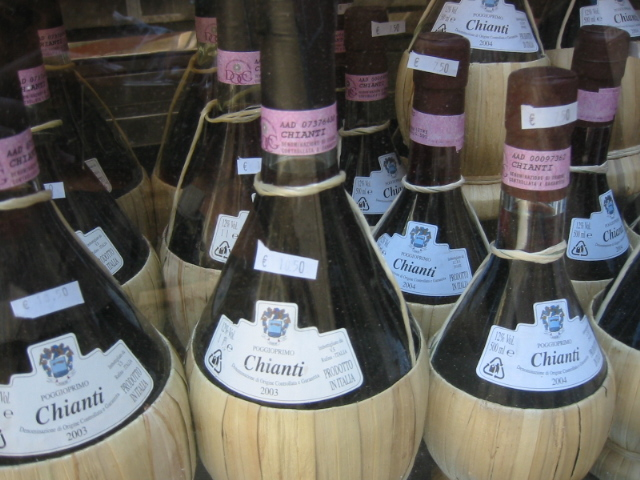
Fiasco med chiantiviner

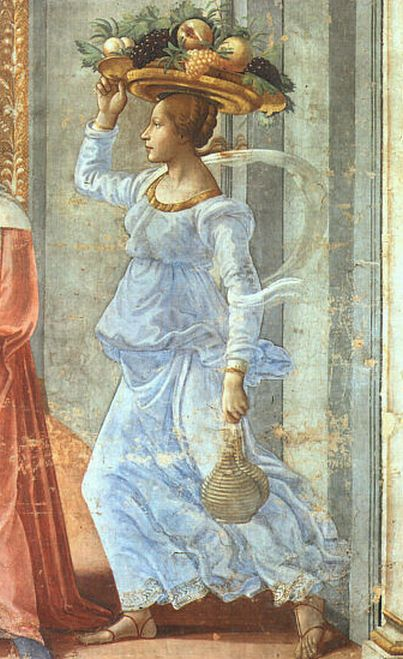
Detalj ur en fresk av Domenico Ghirlandaio, (1449-1494) där en kvinna bär på några flaskor av fiasco-typ

Fiasco, pluralis fiaschi, är en italiensk typ av flaskor som har en rund kropp och botten, som ofta helt eller delvis täcks av en korg tillverkad av torkad starr. Korgen ger skydd under transporter och annan hantering samt har en platt botten för att kunna stå stadigt. Glasflaskan kan således ha en rund botten, vilket underlättar glasblåsningen.

## Historia
Giovanni Boccaccio nämnde omkring 1350 fiasco i Decamerone, som en behållare för rödvin, och dokument från den tiden nämner yrket fiascaio ("fiascotillverkare"). Vanliga storlekar på flaskan vid den tiden var quarto (5,7 liter), mezzo quarto (2,28 liter) samt metadella (1,4 liter).
Det är inte känt när bastbeklädnaden infördes. En 1300-talsmålning av Tommaso da Modena visar en liten rund flaska som är helt täckt av strån av något slag. Andra konstnärliga framställningar finns i verk av Sandro Botticelli (Banchetto per Nastagio degli Onesti) och Domenico Ghirlandaio (Buonomini di San Martino och Johannes döparens födelse).
Under hela sin historia fanns fiasco på borden såväl hos bönder som hos påvar. Ett dekret 1574 föreskrev mezzo quarto-flaskan och grundade en myndighet som certifierade storleken på fiascon genom ett blysigill som fästes på basten. Producenter av flaskan började dock snart att återanvända behållarna från ogiltiga cerifieringar för att tillverka lågstandardflaskor. För att undvika detta fusk kom ett nytt dekret 1618 som sade att sigillet skulle fästas på själva glasflaskan. 1621 kom ytterligare ett dekret som föreskrev att öppningen på flaskan skulle förseglas med smält bly. Av den anledningen gjordes bastbeklädnaden lägre och utelämnades helt från halsen och uppåt, vilket är den beklädnad som ges fiascon idag.
I början av 1900-talet sysselsatte fiascotillverkarna omkring 1 000 glasblåsare och 30 000 bastvävare. En organisation för tillverkarna bildades 1933 i Empoli. Under 1950-talet började tillverkningen av såväl flaskorna som korgarna allt mer automatiseras.
Vid samma tid blev en flaska i Bordeauxstil (bordolese) allt populärare bland producenterna och den ersatte även fiascon. 1965 kom dock en lag som föreskrev fiasco för vissa klassificerade viner och den återtog då sin status som vinflaska. Till Norden har främst det italienska vinet Chianti importerats i fiasco, och i dagligt språkbruk har Chiantiflaska varit synonymt med den runda flaskan i bastkorg.

## Korgens egenskaper
Korgen tillverkas av de starrarter som på italienska kallas för sala eller salicchio. Starren soltorkas och bleks med svavel. Flätningen kan vara vertikal eller horisontell. Vertikala strån användes vanligen för lokala marknader medan horisontella, med en mer omsorgsfull vävning, huvudsakligen var avsedda för export. Korgar med horisontell vävning består ofta av blekta strån med två band i den italienska flaggans röda och gröna färger.
Botten är badringsformad och gjord av kasserade fibrer som bundits samman med starr. Tidigare hade korgen ett eller flera handtag gjorda av tvinnade fibrer. De finns även i nutida exemplar men endast som dekoration.

## Fiasko
"Fiasko" i betydelsen 'totalt misslyckande' hänger på något sätt samman med flaskorna. Första belägget är från Italien i början av 1800-talet, då det användes om en teateruppsättning som inte drog publik. Ordets ursprung i denna betydelse är ej helt känt, och flera teorier finns. Mest spridd är förklaringen att begreppet uppstod när man försökte göra en fin bottiglia (varav vårt butelj) men bara lyckades få till en fiasco.